# Inline alpine slalom ai IV World Skate Games
Le competizioni di inline alpine slalom ai IV World Skate Games si sono svolte dal 7 al 10 settembre 2024 a Chieti, in Italia. 

## Podi

### Senior

#### Uomini Senior
| Evento           | Oro          | Argento                | Bronzo                 |
| Slalom           | Jörg Bertsch | Maximilian Schödlbauer | Michal Styrylski       |
| Slalom gigante   | Jörg Bertsch | Marco Walz             | Maximilian Schödlbauer |
| Combinata        | Jörg Bertsch | Luka Gökeler           | Maximilian Schödlbauer |
| Slalom parallelo | Jörg Bertsch | Michal Styrylski       | Maximilian Schödlbauer |

#### Donne Senior
| Evento           | Oro             | Argento         | Bronzo          |
| Slalom           | Mona Heller     | Lorenza Cesaris | Manuela Schmohl |
| Slalom gigante   | Lorenza Cesaris | Mona Heller     | Manuela Schmohl |
| Combinata        | Lorenza Cesaris | Mona Heller     | Elena Börsig    |
| Slalom parallelo | Mona Heller     | Manuela Schmohl | Elea Börsig     |

#### Misto Senior
| Evento                   | Oro      | Argento  | Bronzo |
| Slalom a squadre         | Germania | Italia   | Spagna |
| Slalom gigante a squadre | Italia   | Germania | Spagna |

### Junior

#### Uomini Junior
| Evento           | Oro           | Argento         | Bronzo               |
| Slalom           | Mattia Pè     | Christian Rondi | Marcos Arias Sanchez |
| Slalom gigante   | Georgs Smalcs | Christian Rondi | Mattia Pè            |
| Combinata        | Mattia Pè     | Christian Rondi | Antonio Fanchini     |
| Slalom parallelo | Mattia Pè     | Christian Rondi | Antonio Fanchini     |

#### Donne Junior
| Evento           | Oro              | Argento            | Bronzo                 |
| Slalom           | Nikola Yousefian | Katrin Kudelaskova | Michaela Noskova       |
| Slalom gigante   | Lorenza Cesaris  | Mona Heller        | Manuela Schmohl        |
| Combinata        | Anna Minali      | Nikola Yousefian   | Angelica Paola Quadrio |
| Slalom parallelo | Nikola Yousefian | Frida Salnikova    | Sofia Alvarez Del Pozo |